# Els Càpitos
Els Càpitos (oficialment Casa de los Cápitos) és un nucli de població catalanoparlant del Carxe a la pedania de la Canyada del Trigo.